# Baza triangulacyjna
Baza triangulacyjna (podstawa triangulacyjna) – w geodezji jeden z boków trójkąta bazowego w sieci triangulacyjnej, zmierzony z najwyższą dokładnością (np. dzięki przyrządowi Jaederina, geodimetrowi lub interferometrowi Väisälä). Znając długość boku bazy i pomierzone kąty w sieci, jesteśmy w stanie obliczyć długości wszystkich pozostałych boków sieci.
Zazwyczaj w sieci zakładanych jest kilka baz, by skontrolować wyniki pomiaru. Baza ma długość mniejszą od długości boków w podstawowej sieci. Na właściwy bok sieci przejść można, zakładając niewielką sieć rozwinięcia bazy.